# House of Carters
House of Carters (anteriormente conhecido como The Carters)  é um documentário / reality show estadunidense da emissora por assinatura E! e também exibido pela MuchMusic no Canadá. O programa se refere a vida do membro do Backstreet Boys, Nick Carter e seus quatro irmãos se reunindo em Los Angeles, enquanto tentam reviver suas carreiras e se reconectar como uma família. House of Carters estreou em 2 de outubro de 2006 com um total de oito episódios.

## Sinopse
Enquanto Nick Carter se prepara para o sexto álbum de estúdio de seu grupo Backstreet Boys, Unbreakable (2007), ele se reúne com seus irmãos mais novos Bobbie Jean (BJ), Leslie, Angel e Aaron, após cada um viver suas vidas distintas e desvinculadas uns dos outros por anos. Os cinco irmãos Carter podem colocar seu passado conflitoso para trás e se unir sob o mesmo teto?

## Elenco

### Principal
- Nick Carter
- Aaron Carter
- Leslie Carter
- Angel Carter
- Bobbie Jean Carter

### Recorrente
- Robert Carter
- Mike Ashton

## Episódios
| N.º | Título                                | Lançamento             |
| --- | ------------------------------------- | ---------------------- |
| 1   | "Welcome Back, Carter/Carter Dearest" | 2 de outubro de 2006   |
| 2   | "Welcome Back, Carter/Carter Dearest" | 2 de outubro de 2006   |
| 3   | "Carter Knows Best"                   | 9 de outubro de 2006   |
| 4   | "Two of a Carter"                     | 16 de outubro de 2006  |
| 5   | "Everybody Hates Carter"              | 23 de outubro de 2006  |
| 6   | "Carter's Anatomy"                    | 6 de novembro de 2006  |
| 7   | "Hangin' With Mr. Carter"             | 13 de novembro de 2006 |
| 8   | "Good Night and Good Carter"          | 20 de novembro de 2006 |